# Балаа
Бала́а — дрібний острів в Червоному морі в архіпелазі Дахлак, належить Еритреї, адміністративно відноситься до району Дахлак регіону Семіен-Кей-Бахрі.

## Географія
Розташований на північний захід від острова Дар-Салум. Має трикутну компактну форму з основою на півдні. Довжина сторін: південна — 630 м, східна — 930 м, західна 730 м. Острів облямований піщаними мілинами та кораловими рифами.